# ملریس
ملریس (به لاتین: Molleres) یک منطقهٔ مسکونی در آندورا است که در کانیلو واقع شده‌است.